# 罗格·范古尔
罗格·范古尔（荷蘭語：Roger Van Gool，1950年6月1日—)）是一名比利时前足球运动员。他是德国足坛首位身价达到百万德国马克的球员，在其于1976年以100万德国马克的转会费加盟科隆时造成了轰动，因为其原属球会布鲁日是当时欧洲的顶级俱乐部。他凭借出色的盘带能力在科隆担任右边锋，至1980年共在德国足球甲级联赛出场96次，并射入28球。这几年也是科隆最为成功的时期.在球队主帅亨内斯·魏斯魏勒的带领下，范古尔分别获得了1978年的德甲冠军和两次德国杯冠军，并在1979年杀入欧洲冠军杯半决赛对阵诺丁汉森林。